# Myriam Fox-Jerusalmi
Myriam Fox-Jerusalmi (Marselha, Bocas do Ródano, 24 de outubro de 1961) é uma ex-canoísta de slalom francesa na modalidade de canoagem.

## Carreira
Foi vencedora da medalha de bronze em Slalom K-1 em Atlanta 1996.